# Малиново (Габровська область)
Мали́ново (болг. Малиново) — село в Габровській області Болгарії. Входить до складу общини Севлієво.

## Населення
За даними перепису населення 2011 року у селі проживали 0 осіб.
Динаміка населення: